# Daraf
Das Daraf („Farad“ rückwärts geschrieben) ist ein von Arthur Edwin Kennelly 1936 eingeführter, in den USA gebräuchlicher Name für die SI-Einheit des Elastanz genannten Kehrwertes der elektrischen Kapazität, das inverse Farad (Einheitenzeichen F−1):
{\displaystyle 1\,\mathrm {F^{-1}} =1\,\mathrm {\frac {1}{F}} =1\,\mathrm {\frac {V}{C}} =1\,\mathrm {\frac {V}{A\cdot s}} =1\,\mathrm {\frac {kg\cdot m^{2}}{A^{2}\cdot s^{4}}} }
Der Name ist im Internationalen Einheitensystem SI nicht anerkannt.